# Metropolitano de Tunes
O Metropolitano de Túnis ou Metropolitano de Tunes (também Metro Ligeiro/Metrô Leve de Tunes/Túnis, árabe: المترو الخفيف المدينة تونس, al-metrū al-khafīf al-Madina Tunes) é uma expansão da rede de transporte público para a área de Tunes que foi iniciado em 1985. Ele representa não um sistema subterrâneo de trânsito, mas uma rede de metropolitano ligeiro, ou seja, um Light rail. É o primeiro sistema metropolitano da Tunísia e de toda a África.
O Metrô leve do sistema ferroviário tem o seu traçado ao nível da superfície em geral com o seu próprio leito ferroviário, mas na chave de cruzamentos, o sistema entra no subsolo para evitar congestionamentos ou em alguns locais tem o direito de passagem. Juntamente com a TGM linha ferroviária que é gerido pela autoridade para  transporte público, Sociedade de Transportes de Tunis, empresa de Transportes públicos fundada em 2003 pela fusão da Sociedade de LRT Túnis (SMLT fundado em 1981) e o Instituto Nacional dos Transportes (SNT) fundado em 1963.
Embora uma vez um certo número de cidades africanas tenham o tradicional sistema eléctrico, mas todos como o Alexandria Eléctrico foram descontinuados. O Metrô Leve é um moderno sistema ferroviário é exclusivo para a África.
O sistema possui 32 km de comprimento, cerca de 47 estações, divididas em 6 linhas cortando a cidade de Tunis, capital da Tunísia, e arredores.

## Trens
Em 2006, 136 resmas do tipo de Hannover estiverem em uso. Construída pela Siemens, que foram entregues entre 1984 e 1997. Os bi-trens direcionados são alimentados através de um retroprojector 750 V dc por um fio e executado em 1435mm em uma faixa. Os trens são compostas por dois vagões. Cada elemento é caracterizado por:
- Eixo tipo Bo-2-2-Bo
- Motores 2 x 240 kW
- Um peso de 40,3 toneladas
- Um comprimento de 30 metros com uma largura de 2,47 metros

Em 2004, um acordo é celebrado entre os governos da Tunísia e da França e para a aquisição de 30 novos comboios tipo Citadis. Construído pela empresa Alstom, cada comboio inclui dois vagões com um comprimento de 64 metros e uma largura de 2,4 metros pode acomodar até 208 pessoas em pé e com 58 pessoas sentadas. Os primeiros comboios foram postos em circulação em 17 de Setembro de 2007.
Os comboios são verde com listras brancas com uma linha em seu ambiente. Alguns são suportes publicitários.

## Linhas

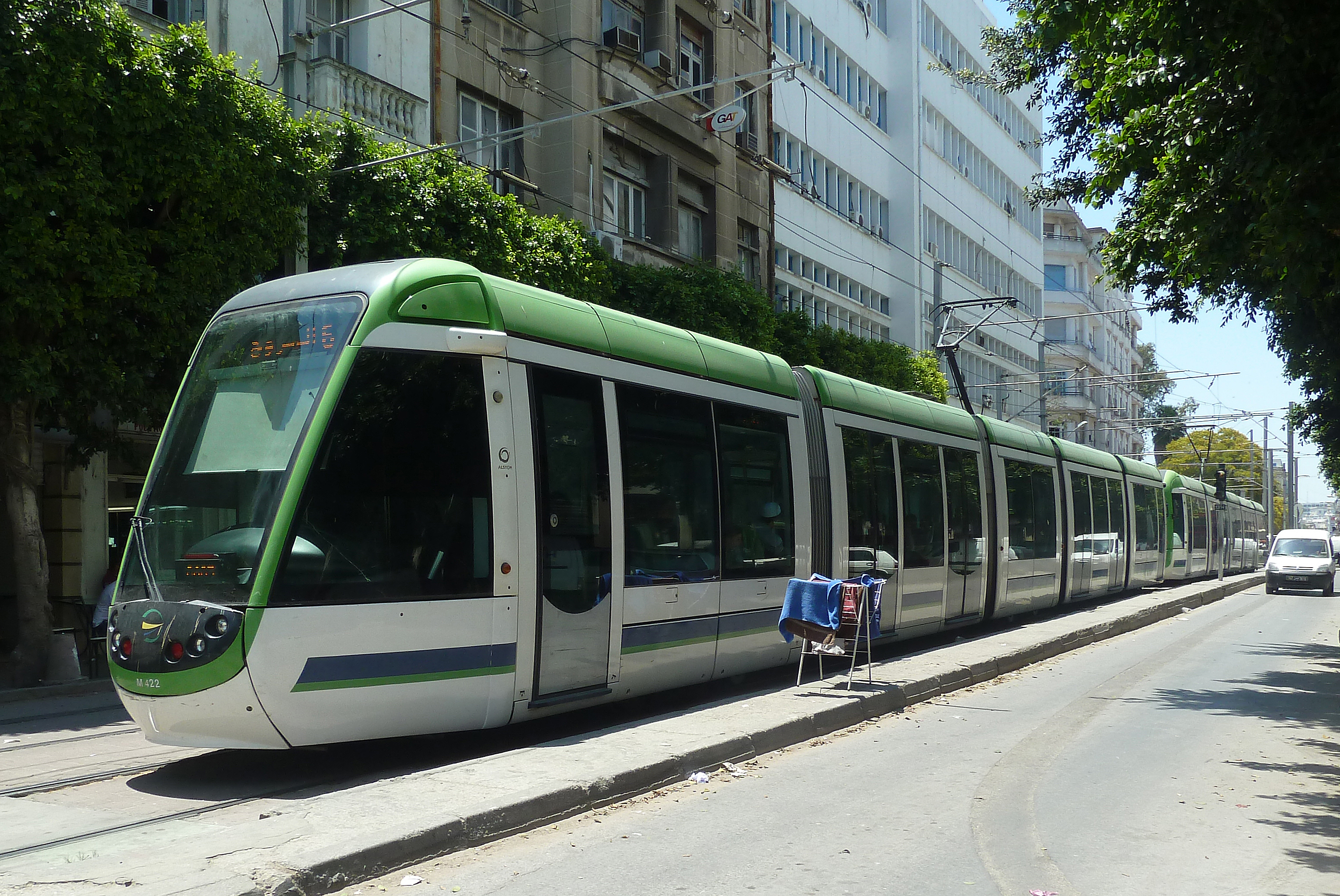

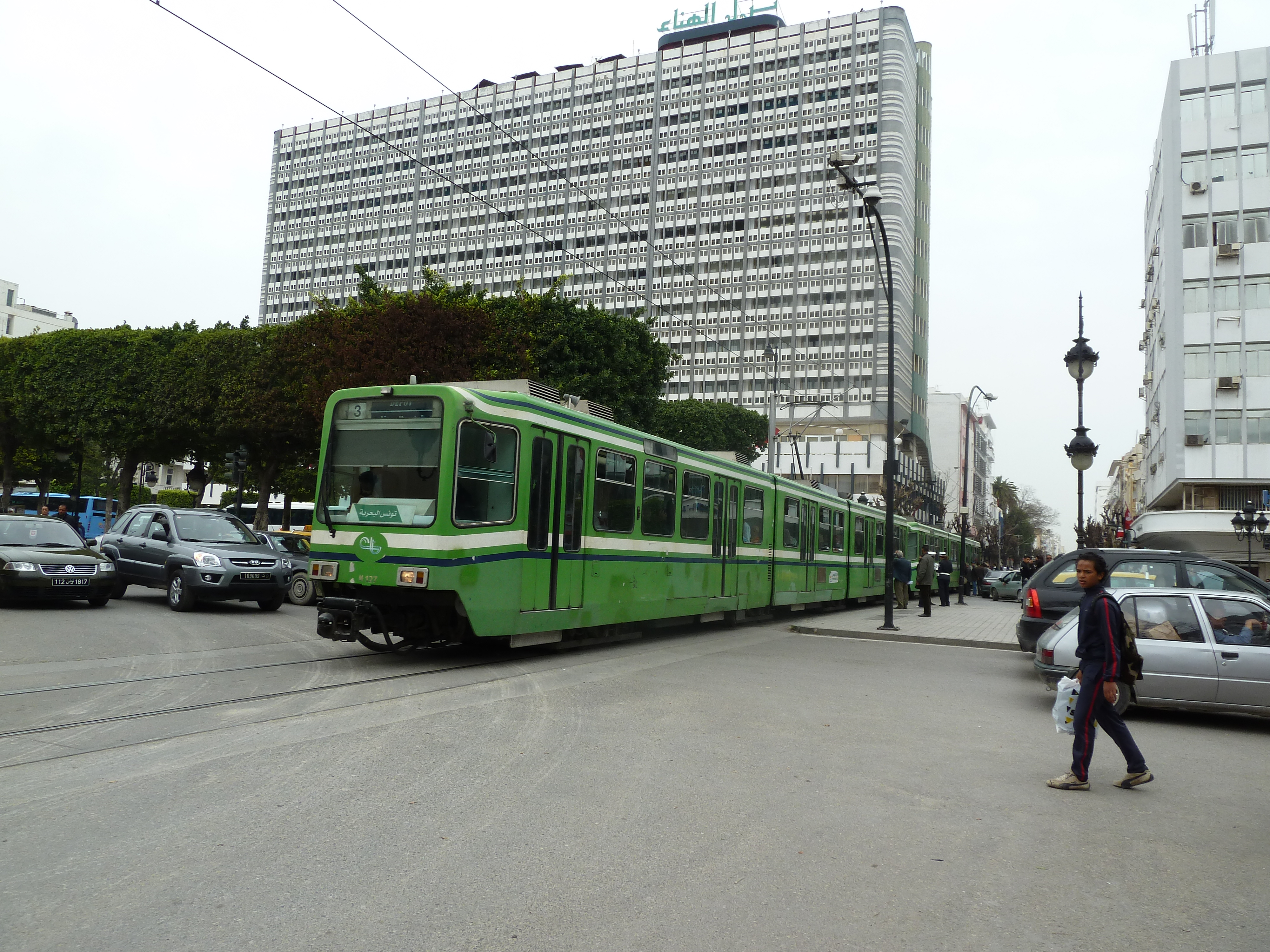

Em 2006, o metro ligeiro da rede era constituída por cinco linhas principais e duas secundárias que abrangem 32 quilômetros e 47 estações, incluindo:
- Linha 1: Tunis Marine - Ben Arous (sul)
  - Comprimento de linha: 9,2 km
  - Número de viagens diárias: 125
  - Primeira / última partida de Tunes: 03h25 / 23:05
  - Primeira / última partida do subúrbio: 03h55 / 23h35
  - Tempo estimado: 27 minutos
- Linha 2: Barcelona Lugar - Ariana (norte)
  - Comprimento de linha: 8,9 km
  - Número de viagens diárias: 133
  - Primeira / última partida de Tunes: 04h20 / 22h50
  - Primeira / última partida do subúrbio: 04h50 / 23h20
  - Tempo de viagem: 28 minutos
- Linha 3: Praça de Barcelona - Ibn Khaldun (noroeste)
  - Comprimento de linha: 8,4 km
  - Número de viagens diárias: 51
  - Primeira / última partida de Tunes: 05h55 / 19:30
  - Primeira / última partida do subúrbio: 06h28 / 20h01
  - Tempo de viagem: 28 minutos
- Linha 4: Túnis Marine - Den Den (oeste)
  - Comprimento de linha: 9,8 km
  - Número de viagens diárias: 105
  - Primeira / última partida de Tunes: 04h36 / 22h35
  - Primeira / última partida do subúrbio: 05h24 / 23h10
  - Tempo de viagem: 32-35 minutos
- Linha 5: Praça de Barcelona - Intilaka (noroeste)
  - Comprimento de linha: 9,8 km
  - Número de viagens diárias: 103
  - Primeira / última partida de Tunes: 04h09 / 22h35
  - Primeira / última partida do subúrbio: 04h45 / 23:15
  - Tempo de viagem: 34-35 minutos
- Linha 12 Dimetral: 10 de dezembro - El Ouardia VI (operados somente a partir de 6:00 am às 8:30 am e 17:00 às 19:30)
  - Comprimento da linha: 12,03 km
  - Tempo de viagem: 39 minutos
- Linha 14 Dimetral: Den Den - El Ouardia VI (operados somente a partir de 6:00 am às 8:30 am e 17:00 às 19:30)
  - Comprimento de linha: 14 km
  - Tempo de viagem: 47 minutos

Em 2 de Outubro de 2007 começou a trabalhar para estender a linha 4 - 5,2 km na direção da Universidade de Manouba - que deverá estar concluída em setembro de 2009. Além disso, no âmbito do Décimo Primeiro plano quinquenal (2007-2011), há planos para expandir a rede para os bairros de El Menzah, Ennasr até mesmo para os subúrbios das cidades (Le Kram, Ayn Zaghouan, Sidi Daoud e BHAR Lazrak) são mantidos no plano.

## História

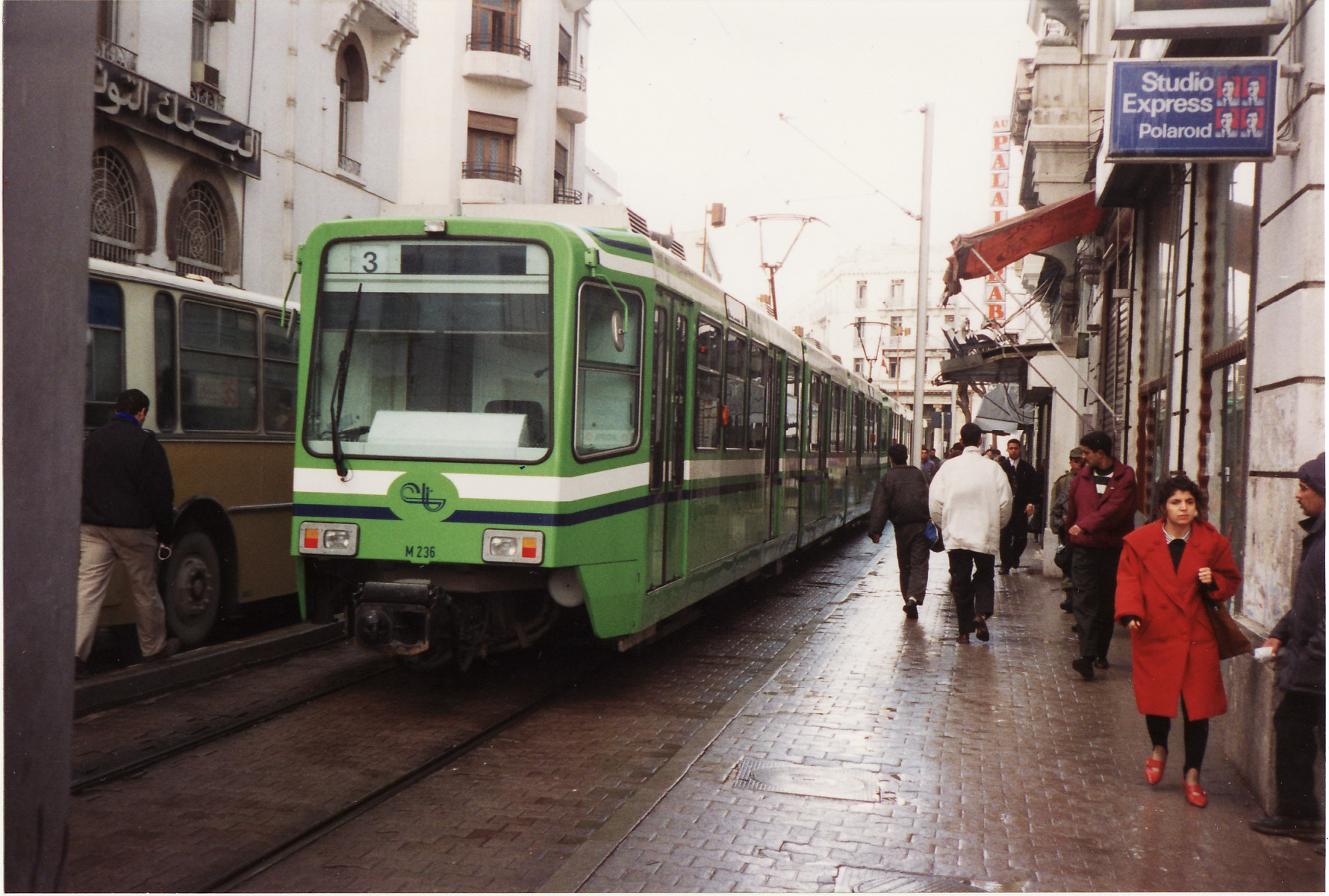

Tunis tinha um sistema mais antigo bonde elétrico que, tal como em muitas cidades, finalmente foi desmontado. Com o crescimento da área Tunes a necessidade de um viajante habitual de um sistema de transportes se tornou evidente que conduz à decisão para a ligação da cidade com seus subúrbios, um moderno sistema de metropolitano ligeiro. O sistema foi entregue como uma operação Turn key por um consórcio liderado pela Siemens. A Sociedade do Metropolitano Ligeiro de Túnis (SMLT) foi fundada em 1981 para gerir a operação. A construção começou em Linha 1 do mesmo ano e foi concluída até 1985, quando começaram a serviço de passageiros. Em 1989, a Linha 2 foi colocado em operação, e a Linha 3 e 4 no ano seguinte. Linha 5 tornou-se operacional em 1992; Linha 3 do mesmo ano foi prorrogado para o seu tamanho atual. Em 1997 a extensão da Linha 4 foi inaugurado, e ainda construção de uma extensão para Manouba foi iniciada em 2007.
A Sociedade des Transportes de Tunis assumiu a gestão em 2003, era formado por aderir à SMLT e da Sociedade Nacional de Transportes (SNT, fundado em 1963) que foi encarregada TGM para o transporte ferroviário.
A linha 6 está prevista para a ligação com El Mourouj e Tunis e sua construção começou em 2005. A partir de novos trens Alstom anterior a Siemens para suplemento trens foram introduzidos em 2007.

### Cronologia
- 1981: abertura da Linha 1
- 1985: comissionamento da linha 1 (Ben Arous Tunes)
- 1986: realização da conexão entre ônibus e da linha 1, no El Ouardia
- 1989: comissionamento da linha 2 (norte)
- 1990: comissionamento da linha 3 (Oeste) e linha 4 (Bardo-Tunes)
- 1992: extensão da linha 3 e criação de linha 5
- 1997: extensão da linha 4 do Den Den
- 2003: criação da Companhia de Transportes Túnis pela fusão da SMLT e do SNT
- 2004-2007: a extensão do parque com a compra de 30 trens da Alstom
- 2005: Início da construção da linha 6 a El Mourouj
- 2007: começa obra de extensão da linha 4 Manouba

## Informações Práticas
Os serviços estão em operação das 3h às 0h. A compra de bilhetes pode ser feito para a unidade, pelos guichês nas estações (em comboios para o serviço noturno), ou por subscrição (possibilidade de comprar on-line na Internet). O preço é baseado na distância percorrida e varia dependendo do número de pontos (um a cinco) da viagem. Em 2006, uma secção que abrange um bilhete custa 300 millimes (menos de 0,20 euros) e um bilhete custa cinco seções 920 millimes (menos de 0,60 euros).
A frequência da circulação dos comboios, na hora de maior tráfego, de seis a oito minutos e doze minutos durante o resto do serviço.